# Lodovico Scapinelli

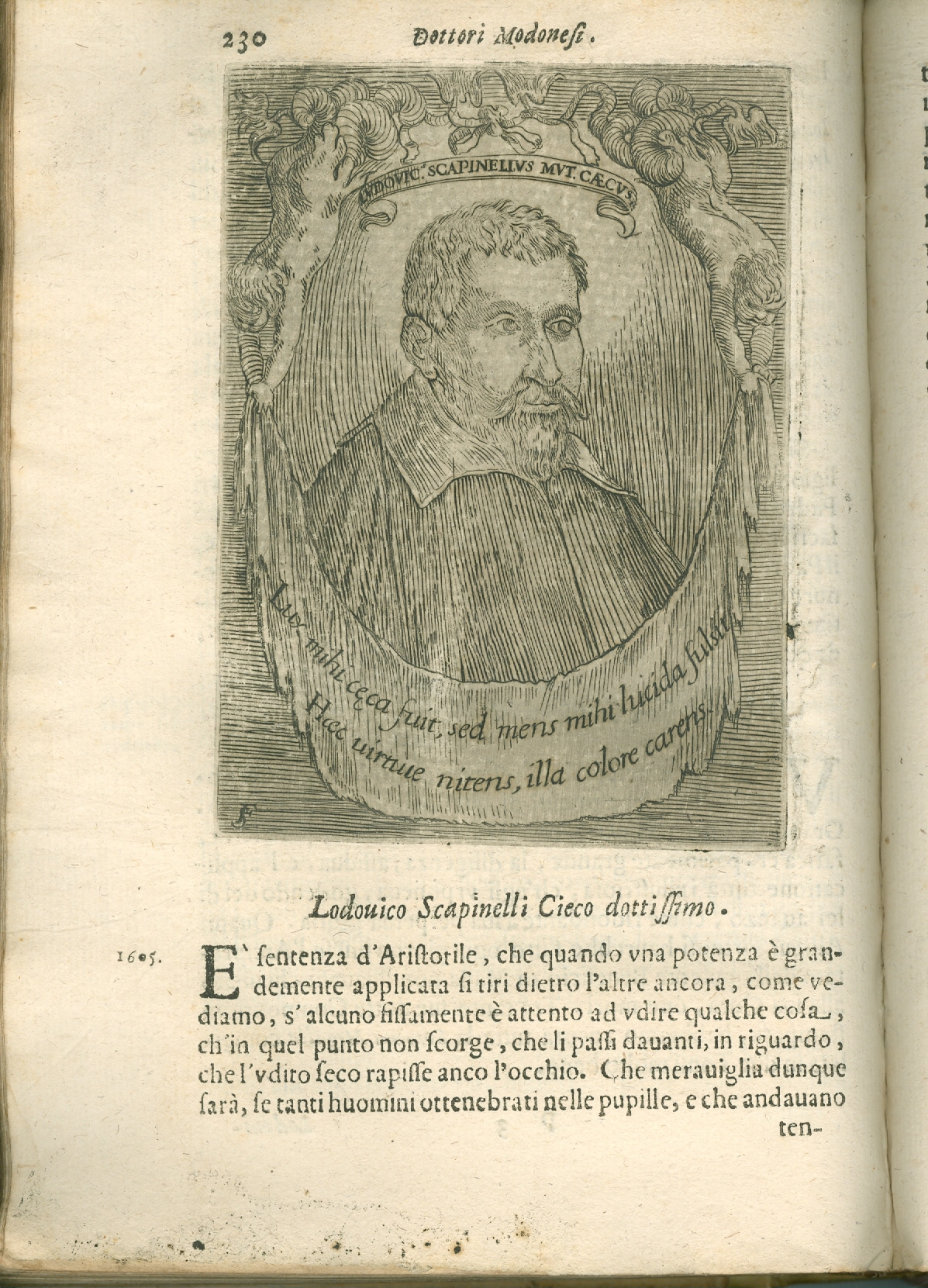
Lodovico Scapinelli

Lodovico Scapinelli (1585 – 1634) was een Italiaanse dichter en letterkundige.
In 1609 werd Scapinelli hoogleraar in de welsprekendheid aan de universiteit van Bologna en werd tot verschillende leerstoelen aan universiteiten van Italië benoemd.

## Werken
- Opere del dottore Lodovico Scapinelli. Reale Tipografia, Parma (1801). Gearchiveerd op 18 april 2024.
- Opere del dottore Lodovico Scapinelli. Reale Tipografia, Parma (1801).

- Bibliothèque nationale de France: cb31308168v (data)